# Катя Вишкоп
Катя́ Вишко́п (фр. Katia Wyszkop) — французька художниця кіно.

## Біографія
Катя Вишкоп починала кар'єру в кінематографі наприкінці 1980-х років. Як художник-постановник та декоратор працювала над оформленням фільмів таких режисерів, як Моріс Піала, Бенуа Жако, Анн Фонтен, Іван Атталь, Паскаль Тома, Франсуа Озон та ін., взявши участь у створенні майже 50 кінострічок.
За свої роботи Вишкоп шість разів була номінована на здобуття французької національної кінопремії Сезар, здобувши її у 2013 році за фільм «Прощавай, моя королево» режисера Бенуа Жако.

## Фільмографія
Художник-постановник
| Рік  |     | Назва українською                             | Оригінальна назва                                          |
| ---- | --- | --------------------------------------------- | ---------------------------------------------------------- |
| 1987 |     | Під сонцем Сатани                             | Sous le soleil de Satan                                    |
| 1991 |     | Ван Гог                                       | Van Gogh                                                   |
| 1996 |     | Крик шовку                                    | Le cri de la soie                                          |
| 1998 |     | Шлях вільний                                  | La voie est libre                                          |
| 1998 |     | Школа плоті                                   | L' École de la chair                                       |
| 1999 |     | Огюстен, король кун-фу                        | Augustin, roi du kung-fu                                   |
| 2000 |     | Сентиментальні долі                           | Les destinées sentimentales                                |
| 2001 |     | Моя дружина — акторка                         | Ma femme est une actrice                                   |
| 2002 |     | П'ятниця, вечір                               | Vendredi soir                                              |
| 2002 |     | Адольф                                        | Adolphe                                                    |
| 2002 |     | Мою дружину звуть Моріс                       | Ma femme… s'appelle Maurice                                |
| 2003 |     | Мосьє Ібрагім і квіти Корану                  | Monsieur Ibrahim et les fleurs du Coran                    |
| 2003 |     | Відчиніть, поліція! — 3                       | Ripoux 3                                                   |
| 2004 |     | Вони одружились і у них було багато дітей     | Ils se marièrent et eurent beaucoup d'enfants              |
| 2004 |     | 5x2                                           | 5x2                                                        |
| 2005 |     | Клацни пальцем тільки раз…                    | Mon petit doigt m'a dit…                                   |
| 2005 |     | Час прощання                                  | Le Temps qui reste                                         |
| 2006 |     | Велика квартира                               | Le grand appartement                                       |
| 2007 |     | Ангел                                         | Angel                                                      |
| 2007 |     | У напрямку до нуля                            | L'heure zéro                                               |
| 2007 |     | Можливість острова                            | La possibilité d'une île                                   |
| 2008 |     | Їхня мораль… і наша мораль                    | Leur morale… et la nôtre                                   |
| 2008 |     | Злочини — це наш бізнес                       | Le crime est notre affaire                                 |
| 2009 |     | Рікі                                          | Ricky                                                      |
| 2009 |     | Вілла Амалія                                  | Villa Amalia                                               |
| 2009 |     | Притулок                                      | Le refuge                                                  |
| 2010 | т/ф | Фальшивомонетники                             | Les faux-monnayeurs                                        |
| 2010 |     | Разом ми проживаємо величезну історію кохання | Ensemble, nous allons vivre une très, très grande histoir… |
| 2010 |     | Ребекка А.                                    | Rebecca H. (Return to the Dogs)                            |
| 2010 |     | Злочин через кохання                          | Crime d'amour                                              |
| 2010 |     | Відчайдушна домогосподарка                    | Potiche                                                    |
| 2011 |     | Заборонений будинок                           | Propriété interdite                                        |
| 2012 |     | Прощавай, моя королево                        | Les adieux à la reine                                      |
| 2013 |     | Молода і прекрасна                            | Jeune & jolie                                              |
| 2014 |     | Святий Лоран. Страсті великого кутюр'є        | Saint Laurent                                              |
| 2015 |     | Щоденник покоївки                             | Journal d'une femme de chambre                             |
| 2015 | т/с | Версаль                                       | Versailles                                                 |
| 2016 |     | Ноктюрама                                     | Nocturama                                                  |
| 2016 |     | Планетаріум                                   | Planetarium                                                |
| 2017 |     | Добре яблуко                                  | Bonne Pomme                                                |
| 2017 |     | Роден                                         | Rodin                                                      |
| 2017 |     | Єва                                           | Eva                                                        |

## Нагороди
| Рік            | Категорія          | Номінант                               | Результат |
| -------------- | ------------------ | -------------------------------------- | --------- |
| Премія «Сезар» |                    |                                        |           |
| 1992           | Найкращі декорації | Ван Гог                                | Номінація |
| 2001           | Найкращі декорації | Сентиментальні долі                    | Номінація |
| 2013           | Найкращі декорації | Прощавай, моя королево                 | Перемога  |
| 2015           | Найкращі декорації | Святий Лоран. Страсті великого кутюр'є | Номінація |
| 2016           | Найкращі декорації | Щоденник покоївки                      | Номінація |
| 2017           | Найкращі декорації | Планетаріум                            | Номінація |